# Quesmy
Quesmy – miejscowość i gmina we Francji, w regionie Hauts-de-France, w departamencie Oise.
Według danych na rok 1990 gminę zamieszkiwało 136 osób, a gęstość zaludnienia wynosiła 28 osób/km² (wśród 2293 gmin Pikardii Quesmy plasuje się na 861. miejscu pod względem liczby ludności, natomiast pod względem powierzchni na miejscu 888.).